# Cal Borràs (Bellvís)
Cal Borràs és un monument del municipi de Bellvís (Pla d'Urgell) inclòs en l'Inventari del Patrimoni Arquitectònic de Catalunya.

## Descripció
Cal Borràs és una casa de planta baixa, dos pisos i golfa, tot en obra de pedra treballada. L'accés es realitza per una porta d'arc rebaixat amb decoració de motllures. Al primer i segon pis hi ha tres balcons amb envans allindanats. Al primer pis s'hi pot veure una curiosa fornícula amb decoració, actualment buida. Sobre els balcons laterals del primer pis es llegeix: "Bartomeu Bosch". Aquesta casa també disposa de celler. La façana es troba coronada per una cornisa. Les pedres de les balconades són motllurades.
Els materials utilitzats són: pedra, fusta i ferro. A les reformes interiors s'han utilitzat materials usats en la construcció actual.

## Història
Cal Borràs és una més de les cases senyorials que hi ha al carrer Major de Bellvís, construïda durant el segle xviii per Bartomeu Borràs.
La porta principal duu en la part central una pedra motllurada treballada amb l'anagrama de la flor de lis. Aquest escut identifica Bellvís en un document del 1780. Consisteix en una flor estilitzada formada per un pètal central, dret i acabat en punta, i per dos pètals laterals corbats cap a fora. Per baix els uneix una anella sota la qual descansen les extremitats inferiors del lliri.